# Deer Reserve National Park
Deer Reserve National Park är en park i Australien. Den ligger i delstaten Queensland, omkring 66 kilometer nordväst om delstatshuvudstaden Brisbane.
Runt Deer Reserve National Park är det mycket glesbefolkat, med 3 invånare per kvadratkilometer.. Närmaste större samhälle är Toogoolawah, omkring 15 kilometer väster om Deer Reserve National Park.
I omgivningarna runt Deer Reserve National Park växer huvudsakligen savannskog. Genomsnittlig årsnederbörd är 1 222 millimeter. Den regnigaste månaden är januari, med i genomsnitt 252 mm nederbörd, och den torraste är september, med 30 mm nederbörd.